# وزنه‌برداری قدرتی
پاورلیفتینگ یا وزنه‌برداری قدرتی یک ورزش قدرتی است که شباهت‌هایی با ورزش وزنه‌برداری دارد. هر دو شامل بلند کردن وزنه در سه تلاش هستند. پاورلیفتینگ از ورزشی به نام odd lifts اقتباس شده‌است؛ که ان هم شامل سه نوبت برای ثبت بهترین وزنه بوده ولی شامل رویدادهای بیشتری بوده که سرانجام به پاورلیفتینگ امروزی تبدیل شده که به ترتیب شامل سه حرکت اسکوات، ددلیفت و پرس سینه است. پاورلیفتینگ می‌تواند با تجهیزات یا بدون تجهیزات اجرا شود. در سال ۲۰۱۹ در وزن ۶۰کیلوگرم ارش فرهمندفر کشتی گیر جوان شیرازی با بلند کردن وزنه ۲۱۸ کیلوگرمی از شیراز توانست رکورد ایران رادر این وزن و حتی دو وزن بالاتر بزند.پاورلیفتینگ سبک بدون تجهیزات به عنوان پاورلیفتینگ «کلاسیک» (classic) شناخته می‌شود. در صورتی که از تجهیزات مخصوص استفاده گردد، پاورلیفتینگ با لوازم (equipped) نامیده می‌شود. این تجهیزات شامل سوت اسکوات، سوت سینه و زانوبند است.
وزنه‌بردار یا پاورلیفترها قدرت بدنی خود را در هر سه حرکت به چالش می‌کشند. در هر حرکت ۳ بار فرصت دارند تا وزنه را بلند کنند و در هر حرکت سنگین‌ترین وزنه به ثبت می‌رسد. در پایان هم بهترین امتیاز از هر حرکت با هم جمع می‌شود و مجموع امتیاز وزنه‌بردار برای نتیجه نهایی در نظر گرفته می‌شود.
مسابقات پاورلیفتینگ در سرتاسر جهان برگزار می‌شود ولی مهم‌ترین مسابقات در کشورهای ایالات متحده، سوئد، آفریقای جنوبی، جمهوری چک، روسیه و کانادا برگزار می‌شود. پرس سینه از حرکات پاورلیفتینگ از سال ۱۹۸۴ در مسابقات پارالمپیک گنجانده شده‌است.
مسابقات پاورلیفتینگ در رویداد چند ورزشی بازی‌های جهانی که مخصوص ورزش‌های غیر المپیکی است برگزار می‌شود.
ورزش پاورلیفتینگ یک ورزش مجزا و مستقل از ورزش قویترین مردان است.

## تشکیلات پاورلیفتینگ
از ابتدا تشکیلات، سازمان‌ها، انجمن‌ها و فدراسیون‌های مختلفی درحال فعالیت در رشته پاورلیفتینگ می‌باشند. تفاوت این تشکیلات با یکدیگر در قوانین فنی، نحوه برگزاری مسابقات و در کنترل دوپینگ است ولی هدف همه آن‌ها گسترش و رشد پاورلیفتینگ است. حرکات در همه تشکیلات یکی هستند و شامل اسکوات، ددلیفت و پرس سینه می‌باشند.

لوگو فدراسیون بین‌المللی پاورلیفتینگ IPF

فدراسیون بین‌المللی پاورلیفتینگ با نام IPF تنها تشکیلاتی که مورد تأیید سازمان جهانی مبارزه با دوپینگ ((WADA)) و کمیته بین‌المللی المپیک ((IOC))می‌باشد. IPF یکی از پر سابقه‌ترین، معتبرترین و بزرگ‌ترین تشکیلات پاورلیفتینگ در دنیا است.
ولی در حال حاضز دیگر تشکیلات و سازمان‌های پاورلیفتینگ وجود دارند که مسابقات مهیج تر و جذاب تری را برگزار می‌کنند. ولی به دلیل اینکه در برخی از این فدراسیون‌ها تست دوپینگ از ورزشکار گرفته نمی‌شود یا تست‌های دوپینگ گرفته شده زیر نظر WADA نمی‌باشد کمیته بین‌المللی المپیک این تشکیلات را به رسمیت نمی‌شناسد.
| نام تشکیلات «فارسی»                   | نام تشکیلات «انگلیسی»                   | نام اختصار | نام رئیس تشکیلات | وضعیت تشکیلات | وبسایت                                            |
| ------------------------------------- | --------------------------------------- | ---------- | ---------------- | ------------- | ------------------------------------------------- |
| فدراسیون بین‌المللی پاورلیفتینگ        | International Powerlifting Federation   | IPF        | Gaston Parage    | فعال          | http://www.powerlifting-ipf.com/                  |
| کنگره جهانی پاورلیفتینگ               | World Powerlifting Congress             | WPC        | Mike Sweeney     | نیمه فعال     | http://www.worldpowerliftingcongress.com/         |
| فدراسیون جهانی پاورلیفتینگ بدون لوازم | World Raw Powerlifting Federation       | WRPF       | Kirill Sarychev  | فعال          | http://wrpf.pro/                                  |
| کمیته جهانی پاورلیفتینگ               | Global Powerlifting Committee           | GPC        | Lee Marshall     | فعال          | http://www.worldgpc.com/                          |
| فدراسیون جهانی بدون دارو پاورلیفتینگ  | World Drug Free Powerlifting Federation | WDFPF      | Wim Backelant    | غیرفعال       | http://www.wdfpf.co.uk/                           |
| فدراسیون جهانی پاورلیفتینگ            | World Powerlifting Federation           | WPF        | David Carter     | نیمه فعال     | http://www.wpfpowerlifting.com/                   |
| اتحادیه جهانی پاورلیفتینگ             | World Powerlifting Alliance             | WPA        | Scott Taylor     | فعال          | http://www.apa-wpa.com/                           |
| فدراسیون بدون لوازم پاورلیفتینگ       | 100% RAW Powerlifting Federation        | RAW100%    | Paul Bossi       | فعال          | http://www.rawpowerlifting.com/                   |
| سازمان بین‌المللی پاورلیفتینگ          | International Powerlifting Organization | IPO        | L B Baker        | فعال          | http://internationalpowerliftingorganization.com/ |
| لیگ بین‌المللی پاورلیفتینگ             | International Powerlifting League       | IPL        | Steve Denison    | فعال          | http://www.powerlifting-ipl.com/                  |

## دسته‌بندی وزنی
در سال ۲۰۱۱ فدراسیون بین‌المللی پاورلیفتینگ ((IPF)) دسته‌بندی‌های جدید وزنی را اعلام کرد که به شرح زیر هستند
مردان: تا ۵۳ کیلو (جوانان و پایین‌تر), ۵۹ کیلو، ۶۶ کیلو، ۷۴ کیلو، ۸۳ کیلو، ۹۳ کیلو، ۱۰۵ کیلو، ۱۲۰ کیلو، ۱۲۰+ کیلو
زنان: تا ۴۳ کیلو (جوانان و پایین‌تر), ۴۷ کیلو، ۵۲ کیلو، ۵۷ کیلو، ۶۳ کیلو، ۷۲ کیلو، ۸۴ کیلو، ۸۴+ کیلو

اجرای حرکت اسکوات در مسابقات جهانی WRPF

### دسته‌بندی وزنی قبل از سال ۲۰۱۱
مردان: ۵۲ کیلو، ۵۶ کیلو، ۶۰ کیلو، ۶۷٫۵ کیلو، ۷۵ کیلو، ۸۲٫۵ کیلو، ۹۰ کیلو، ۱۰۰ کیلو، ۱۱۰ کیلو، ۱۲۵ کیلو، ۱۲۵+ کیلو
زنان: ۴۴ کیلو، ۴۸ کیلو، ۵۲ کیلو، ۵۶ کیلو، ۶۰ کیلو، ۶۷٫۵ کیلو، ۷۵ کیلو، ۸۲٫۵ کیلو، ۹۰ کیلو، ۹۰+ کیلو

## دسته‌بندی سنی
رده‌بندی‌های سنی بسته به نظر فدراسیون‌های مختلف تفاوت دارند ولی به‌طور عمده به این صورت هستند:
- نوجوانان: ۱۵ تا ۱۸ سال
- جوانان: ۱۸ تا ۲۳ سال

اجرای حرکت اسکوات در مسابقات فدراسیون بین‌المللی پاورلیفتینگ IPF

- بزرگسالان: شرط سنی ندارد و با هر سنی می‌توان شرکت کرد. اجرای حرکت اسکوات در مسابقات فدراسیون بین‌المللی پاورلیفتینگ IPF
- پیشکسوتان: +۴۰ سال

فدراسیون بین‌المللی پاورلیفتینگ ((IPF))که یکی از معتبرترین فدراسیون‌های پاورلیفتینگ در سطح جهانیست رده‌بندی‌های سنی به شرح زیر دارا می‌باشد:
- نوجوانان: ۱۸ سال و زیر ۱۸ سال
- جوانان: ۱۹ تا ۲۳ سال
- برگسالان: ۲۴–۳۹ سال
- پیشکسوتان: رده سنی مستر یا پیشکسوتان که خود به چهار سطح تقسیم می‌شود:

1. مستر ۱ شامل رده سنی۴۰ تا ۴۹ سال
2. مستر ۲ شامل رده سنی ۵۰ تا ۵۹ سال
3. مستر ۳ رده سنی ۶۰ تا ۶۹ سال
4. مستر ۴ که شامل رده سنی +۷۰ سال

## مسابقه

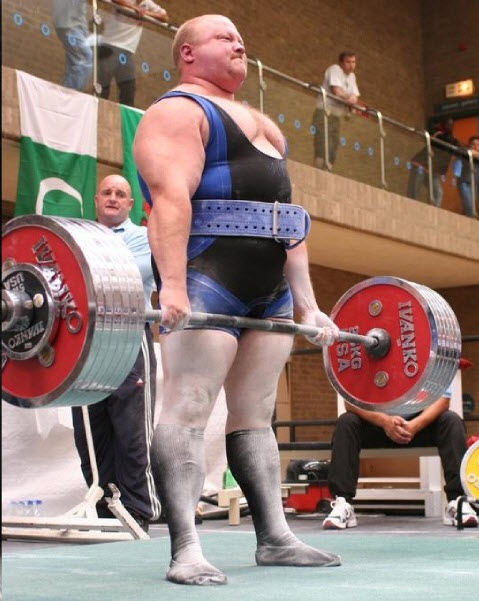
دین بورین قهرمان پاور لیفتینگ 2005.

مسابقه به این صورت برگزار می‌شود که هر شرکت‌کننده می‌تواند در هر یک از حرکت‌ها (ددلیفت-پرس سینه-اسکوات) سه حرکت بستگی به قوانین سازمان پاورلیفتینگی که ان مسابقه تحت ان برگزار می‌شود انجام می‌دهد و بهترین وزنه جابجا شده در هر یک از لیفت‌ها به عنوان وزنه‌ای که در مجموع حساب می‌شود برای ورزشکار منظور می‌گردد. اگر دو ورزشکار به مجموع یکسانی برسند ورزشکاری مقام بالاتر دارد که وزن سبک تری داشته باشد.
پرس سینه:
نوعی از رشتهٔ وزنه‌برداری قدرتی است که فقط حرکت پرس سینه در آن انجام می‌شود یعنی شخص به صورت خوابیده بر روی نیمکت هالتر را بلند می‌کند. مسابقات وزنه‌برداری معلولان از سال ۱۹۸۴ در رقابت‌های پارالمپیک شرکت داده شد.